# Rilly-sur-Vienne
Rilly-sur-Vienne ist eine französische Gemeinde mit 462 Einwohnern (Stand: 1. Januar 2022) im Département Indre-et-Loire in der Region Centre-Val de Loire. Sie gehört zum Kanton Sainte-Maure-de-Touraine im Arrondissement Chinon. Die Einwohner werden Rillois genannt.

## Geografie
Die Gemeinde Rilly-sur-Vienne liegt im Regionalen Naturpark Loire-Anjou-Touraine, etwa 38 Kilometer südsüdwestlich von Tours. Umgeben wird Rilly-sur-Vienne von den Nachbargemeinden Parçay-sur-Vienne im Nordwesten und Norden, Pouzay im Nordosten, Marcilly-sur-Vienne im Osten, Luzé im Süden und Südwesten, Verneuil-le-Château im Westen sowie Chezelles im Westen und Nordwesten.
Trotz des Namens liegt die Gemeinde nicht unmittelbar an der Vienne. Im Nordosten reicht das Gemeindegebiet bis auf 700 m an den Fluss heran.

## Bevölkerungsentwicklung
| Jahr                       | 1962 | 1968 | 1975 | 1982 | 1990 | 1999 | 2006 | 2013 | 2021 |
| Einwohner                  | 502  | 483  | 440  | 392  | 421  | 404  | 449  | 464  | 461  |
| Quellen: Cassini und INSEE |      |      |      |      |      |      |      |      |      |

## Sehenswürdigkeiten
- Kirche Saint-Martin aus dem 12. Jahrhundert, Monument historique

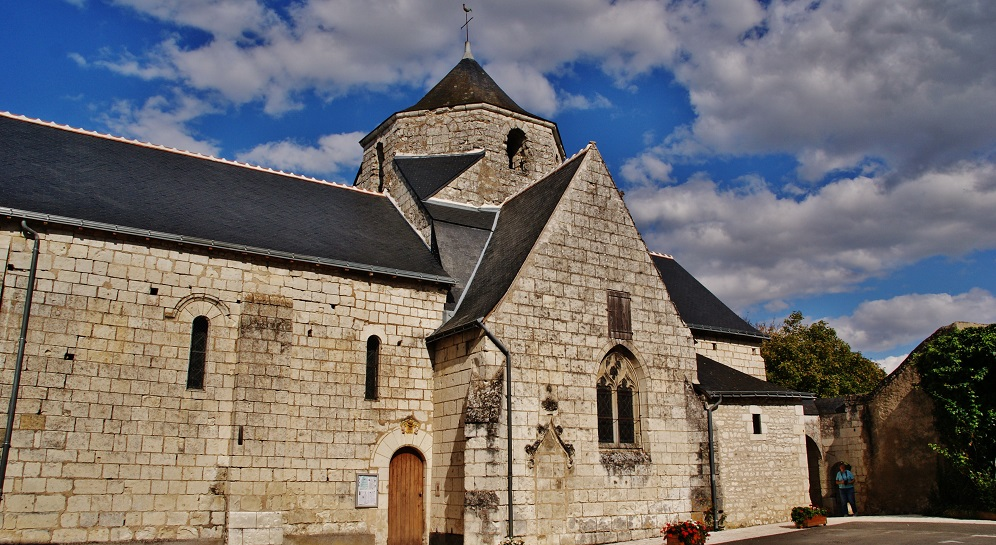
Kirche Saint-Martin